# Olympische Sommerspiele 2016/Teilnehmer (Niger)
| Gelbes Symbol für Goldmedaillen mit stilisierten Olympischen Ringen | Graues Symbol für Silbermedaillen mit stilisierten Olympischen Ringen | Braundes Symbol für Bronzemedaillen mit stilisierten Olympischen Ringen |
| ------------------------------------------------------------------- | --------------------------------------------------------------------- | ----------------------------------------------------------------------- |
| —                                                                   | 1                                                                     | —                                                                       |

Niger nahm an den Olympischen Spielen 2016 in Rio de Janeiro teil. Es war die insgesamt zwölfte Teilnahme an Olympischen Sommerspielen. Das Comité Olympique et Sportif National du Niger nominierte sechs Athleten in vier Sportarten.

## Teilnehmer nach Sportarten

### Judo
| Athleten     | Wettbewerb | 1. Runde     | 1. Runde    | 2. Runde      | 2. Runde      | Viertelfinale | Viertelfinale | Halbfinale / Trostrunde | Halbfinale / Trostrunde | Finale / Platz 3 | Finale / Platz 3 | Rang |
| Athleten     | Wettbewerb | Gegner       | Ergebnis    | Gegner        | Ergebnis      | Gegner        | Ergebnis      | Gegner                  | Ergebnis                | Gegner           | Ergebnis         | Rang |
| ------------ | ---------- | ------------ | ----------- | ------------- | ------------- | ------------- | ------------- | ----------------------- | ----------------------- | ---------------- | ---------------- | ---- |
| Männer       |            |              |             |               |               |               |               |                         |                         |                  |                  |      |
| Ahmed Goumar | bis 73 kg  | N. Delpopolo | 000s2:100s1 | ausgeschieden | ausgeschieden | ausgeschieden | ausgeschieden | ausgeschieden           | ausgeschieden           | ausgeschieden    | ausgeschieden    | 17   |

### Leichtathletik
Laufen und Gehen 
| Athleten                 | Wettbewerb | Runde 1 | Runde 1 | Halbfinale    | Halbfinale    | Finale        | Finale        | Rang |
| Athleten                 | Wettbewerb | Zeit    | Rang    | Zeit          | Rang          | Zeit          | Rang          | Rang |
| ------------------------ | ---------- | ------- | ------- | ------------- | ------------- | ------------- | ------------- | ---- |
| Frauen                   |            |         |         |               |               |               |               |      |
| Mariama Mahamatou Itatou | 400 m      | 54,32 s | 53      | ausgeschieden | ausgeschieden | ausgeschieden | ausgeschieden | 53   |
| Männer                   |            |         |         |               |               |               |               |      |
| Djibo Idrissa Ousseini   | 400 m      | 50,06 s | 49      | ausgeschieden | ausgeschieden | ausgeschieden | ausgeschieden | 49   |

### Schwimmen
| Athleten          | Wettbewerb    | Vorlauf | Vorlauf | Halbfinale    | Halbfinale    | Finale        | Finale        | Rang |
| Athleten          | Wettbewerb    | Zeit    | Rang    | Zeit          | Rang          | Zeit          | Rang          | Rang |
| ----------------- | ------------- | ------- | ------- | ------------- | ------------- | ------------- | ------------- | ---- |
| Frauen            |               |         |         |               |               |               |               |      |
| Roukaya Mahamane  | 50 m Freistil | 35,60 s | 83      | ausgeschieden | ausgeschieden | ausgeschieden | ausgeschieden | 83   |
| Männer            |               |         |         |               |               |               |               |      |
| Albarchir Mouctar | 50 m Freistil | 26,56 s | 70      | ausgeschieden | ausgeschieden | ausgeschieden | ausgeschieden | 70   |

### Taekwondo
| Athleten                    | Wettbewerb        | Achtelfinale  | Achtelfinale | Viertelfinale     | Viertelfinale | Hoffnungsrunde Halbfinale | Hoffnungsrunde Halbfinale | Halbfinale     | Halbfinale | Hoffnungsrunde Finale | Hoffnungsrunde Finale | Finale       | Finale   | Rang   |
| Athleten                    | Wettbewerb        | Gegner        | Ergebnis     | Gegner            | Ergebnis      | Gegner                    | Ergebnis                  | Gegner         | Ergebnis   | Gegner                | Ergebnis              | Gegner       | Ergebnis | Rang   |
| --------------------------- | ----------------- | ------------- | ------------ | ----------------- | ------------- | ------------------------- | ------------------------- | -------------- | ---------- | --------------------- | --------------------- | ------------ | -------- | ------ |
| Männer                      |                   |               |              |                   |               |                           |                           |                |            |                       |                       |              |          |        |
| Abdoulrazak Issoufou Alfaga | Klasse über 80 kg | M’bar N’diaye | 6:0          | Maicon de Andrade | 6:1           | –                         | –                         | Dmitriy Shokin | 8:2        | –                     | –                     | Radik İsayev | 2:6      | Silber |